# Ивица Шурјак
Иван „Ивица“ Шурјак (Сплит, 23. март 1953) је бивши хрватски фудбалер и државни репрезентативац Југославије. Играо је на позицији везног играча и левог крила.

## Клупска каријера

### ХНК Хајдук
Шурјак је поникао у сјајној генерацији омладинаца Хајдука (Мужинића, Перузовића, Лукетин, Бољата, Јованића), који су 1969/70. били омладински прваци државе и победници Купа. У првом тиму Хајдука дебитовао је на пријатељској утакмици против НК Омиша (4:0) 9. септембра 1970. док је прву првенствену утакмицу одиграо у првенству 1970/71. и то на утакмици против Партизана (2:1) када је постигао и победнички гол за Хајдук. За Хајдук је играо десет година, од 1971. до 1981, и одиграо је 272 утакмице постигавши 52 гола. До 1981. у белом дресу је, рачунајући европске и домаће првенствене и куп утакмице, наступио 487 пута и постигао 127 голова.
У дресу „Мајстора с мора“ играо је у времену кад је НК Хајдук освојио највише титула. У своје играчке трофеје забележио је четири титуле државног првака (1971, 1974, 1975. и 1979. године) и пет победа у финалу Купа (1972—1977), што представља својеврстан подвиг. Већи део своје каријере играо је у домаћем првенству.

### Пари Сент Жермен
Из Хајдука Шурјак је 1981. године за три милиона француских франака прешао у Пари Сен Жермен. Ту је остао једну сезону одиграо је 33 утакмице и постигао 11 голова.

### Удинезе
После релативно успешне сезоне у Француској Шурјак прелази у Удинезе, италијански фудбалски клуб из Удина. У Удинезеу је одиграо само половину времена предвиђеног уговором, јер су у међувремену ангажовани бразилски репрезентативци Зико и Едињо, тако да за трећег странца, по тадашњим правилима, није било места. Шурјак се тада нашао на трансфер листи и није играо. За Удинезе је одиграо 29 утакмица и постигао је два гола.

### Реал Сарагоса
Шурјак је одиграо још једну сезону и то у шпанској Реал Сарагоси и са 2 гола из 22 утакмице завршио активну играчку каријеру.

## Репрезентативна каријера
За омладинску репрезентацију Југославије Ивица Шурјак је одиграо 4 утакмице и постигао је 2 гола а за младу репрезентацију Југославије је одиграо три утакмице и постигао е један гол. За омладинску репрезентацију је наступио у 1971. године а за младу репрезентацију је наступао током 1972. и 1973. године.
За најбољу селекцију Југославије је одиграо 54 утакмице и постигао је 10 голова. Свој деби је имао 6. јуна 1973. године у Загребу против репрезентације Шпаније (0:0). Задњу утакмицу за репрезентацију Југославије Шурјак је одиграо у на светском првенству у Шпанији, Зарагоса, против селекције Хондураса (1:0).
Свој први погодак у репрезентативном дресу Шурјак је постигао против селекције Грчке у квалификацијама за светско првенство у Немачкој. Резултат је био 4:2 за Југославију.
Репрезентација Југославије је играла у следећем саставу
- (1) Марић (голман), (2) Буљан, (3) Хаџиабдић, (4) Павловић,(5) Каталински, (6) Јерковић, (7) Петковић, (8) Караси, (9) Бајевић, (10) Аћимовић, (11) Џајић (13) Шурјак и (14) Пижон.

Селектори су били Миљанић, Рибар, Ребац, Ивић и Ћирић.
| 19. децембар 1973.                      |             |                                           |                                                                                        |
| Грчка                                   | 2-4         | Југославија                               | Град: Атина Стадион Караискаки Судија: Курт Ченчер (Западна Немачка) Гледалаца: 20.000 |
| Елефтеракис 30’ · Каталински 44’ (а.г.) | (Репортажа) | Бајевић 12’ · Караси 15’ 90’ · Шурјак 63’ | Град: Атина Стадион Караискаки Судија: Курт Ченчер (Западна Немачка) Гледалаца: 20.000 |

## Титуле
- Првак Југославије: 1971, 1974, 1975. и 1979. - (4x) ХНК Хајдук Сплит
- Куп Југославије: 1972, 1973, 1974, 1976. и 1977. - (5x) ХНК Хајдук Сплит
- Куп Француске: 1982. - (1x) ФК Пари Сен Жермен